# Rio Santo Cristo
O rio Santo Cristo é um rio brasileiro do noroeste do estado do Rio Grande do Sul, pertencente à Bacia Hidrográfica dos Rios Turvo, Santa Rosa e Santo Cristo. Sua nascente está localizada no município de Giruá e sua foz ocorre no Rio Uruguai, entre os municípios de Porto Mauá e Alecrim. Banha os municípios de Giruá, Senador Salgado Filho, Santa Rosa, Santo Cristo, Tuparendi, Alecrim e Porto Mauá. Seu principal afluente é o Rio Tuparendi.

## Turismo
O principal ponto turístico do Rio Santo Cristo é a Cascata do Rio Santo Cristo, localizada no limite entre os municípios de Santo Cristo e Santa Rosa, nas proximidades da rodovia BR 472.